# Карабасов, Юрий Сергеевич
Юрий Сергеевич Карабасов (12 июня 1939, Москва — 7 декабря 2021) — ректор НИТУ «МИСиС» (1992—2007), депутат Государственной Думы Российской Федерации V созыва. Доктор технических наук, профессор. Президент МИСиС с апреля 2007 года до 25 апреля 2017 года.

## Биография
Родился 12 июня 1939 года в Москве.
В 1961 году окончил Московский институт стали по специальности «инженер-металлург».
В 1961—1972 годах — младший научный сотрудник, аспирант, ассистент, старший преподаватель, доцент Московского института стали и сплавов; секретарь парткома МИСиС.
В 1972—1992 годах зав. орготделом, секретарь Октябрьского РК КПСС Москвы; заведующий отделом науки и вузов ИМГК КПСС; первый заместитель председателя правления Всесоюзного общества «Знание»; проректор по учебной работе Академии народного хозяйства при Совмине СССР; первый секретарь Гагаринского РК КПСС г. Москвы; секретарь МГК КПСС по идеологии; заместитель председателя ГКНТ СССР; кандидат в члены ЦК КПСС (1986—1990), директор Центра риска и надежности хозяйственных систем Института высших управленческих кадров Академии народного хозяйства при Правительстве РФ.
В 1992—2007 годах ректор Московского института стали и сплавов (технологического университета).
С апреля 2007 года по 2017 год — президент НИТУ «МИСиС».
В 2007 году избран в Государственную думу РФ 5-го созыва по списку «Единой России». Избран заместителем председателя Комитета Госдумы по образованию.
Сын — Сергей Карабасов, исполняющий обязанности главы администрации города Рязани (2017—2019).

## Научная деятельность
Автор более чем сорока научных трудов по металлургии, химии, экологии.

## Из библиографии
- Производство германия за рубежом : (Обзор литературы) / Ю. С. Карабасов, А. Н. Спектор. — Москва : [б. и.], 1966. — 62 с. : черт.; 22 см. — (Металлургия редких металлов/ М-во цвет. металлургии СССР. Центр. науч.-исслед. ин-т информации и техн.-экон. исследований цвет. металлургии).
- Использование топлива в агломерации / Ю. С. Карабасов, В. С. Валавин. — Москва : Металлургия, 1976. — 263 с. : ил.; 20 см.
- Физико-химия восстановления железа из оксидов / Ю. С. Карабасов, В. М. Чижикова. — Москва : Металлургия, 1986. — 199, [1] с. : ил.; 22 см.
- Экология и управление : Термины и определения / Ю. С. Карабасов, В. М. Чижикова, М. Б. Плущевский; Под науч. ред. Ю. С. Карабасова. — М. : МИСИС, 2001. — 254, [2] с. : ил., табл.; 21 см; ISBN 5-87623-091-X
- Экология и управление : учеб. для студентов вузов, обучающихся по направлениям подгот. дипломир. специалистов Металлургия и Физ. материаловедение / Карабасов Ю. С., Чижикова В. М. — Москва : МИСИС, 2006 (М. : Типография «Наука» РАН). — 708, [1] с. : ил., табл.; 25 cм. — (Металлургия и материаловедение XXI века).; ISBN 5-87623-145-2
- Металлургия и время : энциклопедия : [в 6 т.] / Ю. С. Карабасов [ и др.]. — Москва : Изд. дом МИСиС, 2011-. — 28 см;
  - Т. 1: Основы профессии. Древний мир и раннее средневековье. — 2011. — 215 с. : ил., цв. ил.; ISBN 978-5-87623-537-4
  - Т. 2: Фундамент индустриальной цивилизации. Возрождение и Новое время. — 2011. — 215 с. : ил., цв. ил.; ISBN 978-5-87623-538-1
  - Т. 3: В авангарде инноваций. Промышленная революция и индустриализация. — cop. 2012. — 215 с. : ил., цв. ил., портр.; ISBN 978-5-87623-539-8
  - Т. 4: Русский вклад. — 2011. — 231 с. : ил., портр., цв. ил.; ISBN 978-5-87623-668-5
  - Т. 5: Русский путь. — 2011. — 215 с. : ил., цв. ил., карты, портр.; ISBN 978-5-87623-760-6
  - Т. 6: Металлургия и социум. Взаимное влияние и развитие. — 2014. — 223 с. : ил., цв. ил.; ISBN 978-5-87623-830-6

## Награды и звания

### Звания
- Доктор технических наук, профессор.
- Заслуженный деятель науки Российской Федерации.
- Почётный доктор университетов Нанси (Франция).
- Присуждено звание офицера Ордена Академических Пальм (Франция) с вручением знака ордена.
- Иностранный член Национальной Академии наук Казахстана.
- Почётный профессор Казахского Национального Технического Университета им. К. И. Сатпаева.

### Награды
- Орден «Знак Почёта».
- Орден «Дружбы народов».
- Медаль «В память 850-летия Москвы».
- Лауреат премии Президента Российской Федерации в области образования за 2003 год[4]
- «Почётный знак за безупречную службу Москве».